# 1219년

## 연호
- 남송(南宋) 가정(嘉定) 12년
- 금(金) 흥정(興定) 3년
- 일본(日本) 겐포(建保) 7년 / 조큐(承久) 원년
- 서하(西夏) 광정(光定) 9년
- 리 왕조(李朝) 끼엔자(建嘉) 9년

## 기년
- 남송(南宋) 영종(寧宗) 25년
- 금(金) 선종(宣宗) 7년
- 고려(高麗) 고종(高宗) 6년
- 몽골 칭기즈 칸 14년
- 서하(西夏) 신종(神宗) 9년
- 리 왕조(李朝) 혜종(惠宗) 9년

## 사건
- 칭기즈 칸이 서역 원정을 떠나다
- 조충, 김취려가 거란의 재침략을 강동성에서 격퇴하다

## 탄생
- 고려 24대 국왕 원종

## 사망
- 10월 29일 - 고려(高麗)의 무신정권(武臣政權) 집권자(執權子) 최충헌(崔忠獻)